# Пьер-Луи, Жозеф Немур
Жозеф Немур Пьер-Луи (фр. Joseph Nemours Pierre-Louis; 24 октября 1900, Кап-Аитьен, Гаити — апрель 1966, Порт-о-Пренс, Гаити) — гаитянский государственный деятель, и. о. президента Гаити (1956—1957).

## Биография
Получил высшее образование в областях физики и права. Работал учителем физики в лицее Филиппа Герье, затем — профессором права. С 1928 по 1937 год — судья городского суда в Кап-Аитьене.
После январской революции (1946) был избран сенатором и назначен председателем Верховного суда. Когда в декабре 1956 года из страны бежал президент Поль Маглуар, в соответствии с Конституцией был назначен в качестве исполняющего обязанности президента Гаити.
В своем первом радиообращении к народу он пообещал провести выборы главы государства в апреле 1957 года и приказал освободить бывшего кандидата в президенты, богатого плантатора Луи Дежои и других политических заключенных. В начале января 1957 года отдал распоряжение о поиске и экспроприации собственности, принадлежавшей бывшему президенту Магулару.
В феврале 1957 года его сменил на посту и. о. президента Франк Сильвен.